# Yaoshi (köping)
Yaoshi (kinesiska: 姚市镇, 姚市) är en köping i Kina. Den ligger i provinsen Sichuan, i den sydvästra delen av landet, omkring 150 kilometer öster om provinshuvudstaden Chengdu. Antalet invånare är 24 541. Befolkningen består av 11 912 kvinnor och 12 629 män. Barn under 15 år utgör 18,0 %, vuxna 15-64 år 69 %, och äldre över 65 år 12,0 %.
Genomsnittlig årsnederbörd är 1 374 millimeter. Den regnigaste månaden är juli, med i genomsnitt 247 mm nederbörd, och den torraste är december, med 9 mm nederbörd.